# Giacinto Cornacchioli
Giacinto Cornacchioli (* 1599 in Ascoli Piceno, Italien; † nach 1. September 1673) war ein italienischer Komponist, Sänger und Organist.

## Leben
Cornacchioli wurde 1599 als ältester Sohn von sechs Kindern des Schneiders Fulvio Cornacchioli geboren. Ab seinem achten Lebensjahr zählte Giacinto zu den Chorknaben der musikalischen Kapelle von Ascoli. Mit der Zustimmung des Kapellmeisters Federico Raimondi wurde er als Dreizehnjähriger zum Organisten ausgebildet. Dank seines Fleißes und Talents stieg sein jährliches Einkommen, und Giacinto konnte einen wertvollen Beitrag in die Haushaltskasse seiner Familie beisteuern. Am 28. Dezember 1616 wurde ein anderer Organist eingestellt, und es ist nicht überliefert, welcher Tätigkeit er danach nachging. Bekannt ist nur, dass er bis 1619 in Ascoli lebte. Es ist wahrscheinlich, dass Cornacchioli sein Glück zusammen mit seinem Freund Giacomo Francesco Parisani (30. April 1602) in Rom suchte. Giacomo Francesco war der Sohn einer wohlhabenden in Ascoli ansässigen Familie, die theatralische Feste während der Karnevalszeit auf ihrem Anwesen veranstaltete. Bei diesen Anlässen waren normalerweise Sänger und Musiker der Kathedrale Ascoli involviert, wodurch sich die beiden Knaben kennenlernten.
Unter dem Pontifikat von Papst Urban VIII. erlebte Rom eine Zeit des Wohlstands. Während halb Europa durch den Dreißigjährigen Krieg in Schutt und Asche verwandelt wurde, folgten viele Künstler den Einladungen der Kardinäle und des Adels, in Rom tätig zu werden. Es ist anzunehmen, dass auch Giacinto Cornacchioli dem Ruf des Geldes folgte. Am 6. Juni 1629 feierte seine erste Oper Diana Schernita, eine Favola boscareccia in fünf Akten, in der Residenz des Deutschen Adligen Johann Rudolph Freiherr von Hohenrechberg die Uraufführung.
1635 verließ Cornacchioli Rom und zog nach Wien. Er diente am Bayerischen Hof in München unter dem Kapellmeister Giovanni Giacomo Porro als Hofkaplan, „musicus“ und Gesangslehrer. Später war er im Dienst des Großherzogs Leopold Wilhelm von Österreich. 1640–1642 reiste er als Musiker quer durch Italien, ständig in der Hoffnung, eine Anstellung als Kapellmeister zu finden. Immer wieder erhielt er Absagen. Enttäuscht wollte er sich in das Zisterzienserkloster Stift Heiligenkreuz bei Wien zurückziehen, in den Aktes des dortigen Archivs ist sein Name jedoch nicht verzeichnet.
Im Februar 1651 kehrte er in sein Geburtsort Ascoli Piceno nach Italien zurück, wo er eine Anstellung als Kapellmeister in der Kathedrale von Ascoli fand. Danach wechselte er 1657 in die Kathedrale nach Fermo und danach wieder in seine Heimatstadt Ascoli. Das letzte Schriftstück, in dem er erwähnt wird, ist ein Brief, in dem sein Bruder Simone ihm eine jährliche Rente von 36 Scudi zusagt.

## Werk
Bis auf das Bühnenwerk, welches im Charakter der florentinischen pastoral Oper gehalten ist, sind alle Werke verschollen. Musikhistoriker gehen davon aus, dass einige der im Archiv von Favola erhaltenen anonymen Messen aus Cornacchiolis Feder stammen könnten
- Diana Schernita (Favola boscareccia, Oper in fünf Akten, 1629, Rom)

| Personendaten    | Personendaten                                |
| ---------------- | -------------------------------------------- |
| NAME             | Cornacchioli, Giacinto                       |
| KURZBESCHREIBUNG | italienischer Komponist, Sänger und Organist |
| GEBURTSDATUM     | 1599                                         |
| GEBURTSORT       | Ascoli Piceno, Italien                       |
| STERBEDATUM      | nach 1. September 1673                       |